# Diego Galán
Diego Galán Fernández (Tánger, 13 de octubre de 1946-Madrid, 15 de abril de 2019) fue un escritor, articulista, crítico cinematográfico y cineasta. Dirigió el Festival Internacional de Cine de San Sebastián entre 1986 y 1989 y entre 1995 y 2000.

## Biografía y evolución profesional
Cursó estudios en los Marianistas y a los 19 años se instaló en Madrid. Después de trabajar como administrativo y contable en varias empresas y como actor en algunas compañías teatrales, su afición por el cine le llevó a dirigir el Cine-Club JAASA (Juventudes de Antiguos Alumnos del colegio San Antón), de Madrid, entre 1966 y 1968, tras lo que ejerció como vocal en la junta directiva de la Federación Nacional de Cine-Clubs. 
Simultáneamente empezó a escribir crítica cinematográfica en la revista Nuestro Cine, a la que se incorporó en 1967 junto con un grupo de críticos (Manuel Pérez Estremera, Miguel Marías, Francisco Llinás, Vicente Molina Foix y José Luis Guarner, entre otros) que hizo posible, bajo el impulso de Ángel Fernández Santos, una llamativa revisión de los postulados críticos más dogmáticos mantenidos por la revista durante las etapas anteriores. Colaboró con esta publicación hasta que, en 1971, desapareció definitivamente, pero ya desde el año anterior compartió con Fernando Lara la titularidad de la crítica en el semanario Triunfo, convertido así en una de las plataformas de reflexión sobre la cultura cinematográfica más prestigiosas del país. 
Su actividad se extendió, durante esos mismos años, al campo profesional, donde trabajó como ayudante de dirección en algunos programas de TVE realizados por Pedro Olea (10 melodías vascas, 1971; Tan lejos, tan cerca, 1972) y Josefina Molina (Durero, la búsqueda de la identidad, 1974), en las series Tele Club y Los pintores del Prado, y en los largometrajes para cine Cuatro desertores (Pascual Cervera, 1970) y El vampiro de la autopista (José Luis Madrid, 1970). Durante los años setenta se adentró también en el campo de la realización con cuatro cortos que escribió y dirigió en solitario: Apunte sobre Ana (1972, con montaje de Ángel Fernández Santos), El mundo dentro de tres días (1972, producido por José Luis Borau), Tu amiga Marilyn (1976, con música de Carmelo Bernaola) y Una tarde con Dorita Amor (1978, protagonizado por Amparo Soler Leal). 
El balance de estos trabajos no le resultó particularmente satisfactorio ("Al cuarto corto decidí que aquello no era para mí…"), por lo que decidió que "ser crítico podía ser un trabajo interesante, divertido y suficiente". Su prestigio como crítico y como historiador le llevó a escribir y realizar la serie de TVE Memorias del cine español (1977; 15 capítulos), para la que posteriormente —con motivo de la reposición de la serie en 1981— realizó tres nuevas entregas que fueron prohibidas por la censura y que permanecen inéditas.
Su labor en las páginas de Triunfo terminó con el cierre de la publicación en 1981, pero el año anterior se convirtió en el crítico del diario El País, trabajo que ejerció entre 1980 y 1985, y que abandonó cuando fue nombrado, ese mismo año, asesor del Festival Internacional de Cine de San Sebastián, certamen del que pasó a convertirse en director a partir de la siguiente edición (1986). Con su acceso a la dirección se recuperó para el festival la categoría 'A', que la FIAPFF (Federación Internacional de Asociaciones de Productores Cinematográficos) le había retirado durante los cinco años anteriores. Comenzó así su larga y fructífera historia de amor con el festival donostiarra, que se interrumpió cuando dimitió del cargo al terminar la edición de 1989, pero que se reanudó cuando volvió a la organización en 1993 y 1994 como Asesor General del nuevo director, Manuel Pérez Estremera, antes de regresar a la dirección en 1995. Durante seis ediciones más, que permitieron consolidar el esquema de programación, el equipo de selección, la adhesión del público, el prestigio frente a la crítica nacional y la proyección internacional del festival, se mantuvo al frente del certamen hasta que volvió a dimitir, ya de manera definitiva, al finalizar la edición del año 2000, aunque no por ello se apartó del festival. El relevo lo tomó entonces, desde 2001, Mikel Olaciregui, pero Diego Galán se mantuvo ligado al certamen como miembro activo de su Comité de Dirección. La historia de su experiencia al frente del festival fue narrada por él mismo en Jack Lemmon nunca cenó aquí (2001), libro de imprescindible consulta para conocer los pormenores y la trastienda del certamen a lo largo de trece años. Este trabajo se complementa con el volumen 50 años de rodaje (2002), un lujoso inventario gráfico de la historia del festival comentado por sus propios textos.
Entremedias, y de vuelta a sus tareas como especialista y estudioso del cine español, realizó para TVE la serie Queridos cómicos (23 capítulos emitidos en 1992), con otras tantas biografías ilustradas de actores y actrices. La realización de documentales en el campo audiovisual le llevó a compartir con el realizador Carlos Rodríguez un programa para TCM (Vive el festival de San Sebastián, 2004) y a dirigir en solitario ese mismo año un nuevo capítulo, titulado Epílogo, que se añadió al film colectivo Hay motivo (2004) compuesto por un total de 32 pequeñas piezas realizadas por otros tantos cineastas. Dirigió y presentó también dos series de entrevistas con figuras del cine y de la cultura: Otras miradas (1993, para la empresa Com4) y Carta blanca (2001-2002) para el canal de televisión Cine Classics. En el 2005 dirigió un largometraje en vídeo digital: el documental Pablo G. del Amo, un montador de ilusiones, que se presentó en la sección Zabaltegi del Festival de San Sebastián y que después se estrenó en pantalla grande. En 2010 realizó, en colaboración con Carlos Rodríguez, la serie "Una historia del Zinemaldia", de 15 capítulos, en la que se narraba la historia del festival de cine de San Senastián. Posteriormente el especial "¿Quién fue Pilar Miró?", y en 2012 el largometraje documental "Con la pata quebrada", que fue seleccionado oficialmente en el festival de Cannes de 2013. Candidato a los Goya, recibió luego el premio al mejor documental iberoamericano en la primera edición de los premios Platino celebrada en Panamá. Su último trabajo fue un especial para TVE, "Elio Berhanyer, maestro del diseño". En 2016 realizó el largo documental "Manda huevos", presentado fuera de concurso en la Sección Oficial del festival de San Sebastián.
Fue jurado en los festivales internacionales de Berlín, Mannheim, Huesca y Cannes (del Premio Cámara de Oro), participó en numerosas publicaciones colectivas, como siete trabajos de base sobre el cine español (1974), Cine español, cine de subgéneros (1975), Un cineasta llamado Pedro Olea (1993) o el Diccionario del Cine Español (1998), dirigido por José Luis Borau, y escribió varios libros, entre los que destacan, además de los ya citados sobre el festival de San Sebastián, títulos como 18 españoles de posguerra (1973; con Fernando Lara), Venturas y desventuras de la prima Angélica (1974), Emiliano Piedra, un productor (1990), Diez palabras sobre Berlanga (1990), 15 mensajes a Fernando Rey (1992) , La buena memoria de Haro Tecglen y Fernando Fernán Gómez (1997) y Pilar Miró, nadie me enseñó a vivir (2006). Tras su dimisión como director del Festival de San Sebastián regresó como colaborador a las páginas de El País, donde escribía semanalmente la sección fija Cámara oculta. Fue colaborador habitual en RNE 1 en el programa No es un día cualquiera con un espacio sobre cine.

## Obra

### Cine
- 1972 - Apunte Sobre Ana, cm
- 1973 - El mundo dentro de tres días, cm
- 1975 – Memorias del cine español (TVE) serie 15 capítulos
- 1976 - Tu amiga Marilyn, cm
- 1978 - Una tarde con Dorita Amor, cm
- 1992 – Queridos cómicos (TVE) serie 23 capítulos
- 2004 - Epílogo (episodio del film colectivo Hay motivo)
- 2005 - Pablo G. del Amo, un montador de ilusiones
- 2010 – Una historia del Zinemaldia (ETB/TVE) serie de 15 capítulos
- 2010 -   ¿Quién fue Pilar Miró? (TVE)
- 2012 – Con la pata quebrada
- 2013.- Elio Berhanyer, maestro del diseño (TVE)
- 2016.- Manda huevos

### Libros
- 1973 - 18 españoles de posguerra (con F. Lara), Barcelona, Planeta
- 1974 - ¿Reírse en España?: el humor español en el banquillo, Valencia, Fernando Torres
- 1974 - Venturas y desventuras de la prima Angélica, Valencia, Fernando Torres
- 1984 - Fernando Fernán Gómez, ese señor tan pelirrojo, Valencia, Fernando Torres
- 1990 - Emiliano Piedra, un productor, Huelva, Festival de Huelva
- 1990 - Diez palabras sobre Berlanga, Teruel, Instituto de Estudios Turolenses
- 1992 - 15 mensajes a Fernando Rey, Huelva, Festival de Huelva
- 1997 - La buena memoria de Eduardo Haro Tecglen y Fernando Fernán Gómez, Madrid, Alfaguara
- 2001 - Jack Lemmon nunca cenó aquí, Madrid, Plaza y Janés
- 2002 - 50 años de rodaje, San Sebastián, Festival Internacional de Cine de San Sebastián
- 2006  -  Pilar Miró, nadie me enseñó a vivir, Madrid, Plaza y Janés
- 2009 – Un joven llamado Saura (Festival de Valladolid)